# Angelo Arpa
Angelo Arpa (Brusaporco, 21 marzo 1909 – Roma, 27 marzo 2003) è stato un critico cinematografico, scrittore, gesuita e produttore cinematografico italiano.

## Biografia

### La formazione
Di origine ungherese (il nome di famiglia era «Arpad»), Angelo Arpa nacque a Brusaporco (oggi Castelminio), frazione di Resena in provincia di Treviso. Era figlio di Giuseppe Arpa e di Maria Brunato, contadini agiati, e primo di cinque fratelli e due sorelle.
Fra il 1921 ed il 1925 il giovane Angelo frequentò il ginnasio presso il seminario della Piccola casa della Divina Provvidenza (il "Cottolengo") di Torino. Il 9 agosto 1925 entrò nel noviziato della Compagnia di Gesù a Gozzano. Come previsto dai regolamenti, il cammino formativo nella Compagnia fu lungo ed articolato ed ebbe termine il 30 maggio 1940, quando Arpa venne consacrato sacerdote a Chieri.
Nel 1942 l'ormai Padre Arpa venne nominato padre spirituale dell'Istituto Bartolomeo Arecco, l'istituto scolastico dei Gesuiti di Genova. All'Arecco rimase venticinque anni, gli anni della sua attività più nota, svolgendovi anche il compito di professore di filosofia.

### Il Cineforum
Si interessò di cinema, che identificò come uno dei più efficaci veicoli di trasmissione della cultura. In questo ambito fu tra gli ideatori dei primi Cineforum in Italia. In particolare padre Arpa fondò il Cineforum di Genova nei locali dell'Arecco, sul modello di quanto fatto a Roma dal padre domenicano Félix Morlion. Il Cineforum Genovese fu inaugurato nel 1952 ed ebbe presto centinaia di iscritti.
Prima dell'istituzione del Cineforum cattolico, l'unico cineclub del centro di Genova era il "Circolo del cinema", d'impronta laica, guidato da Claudio Bertieri, Giulio Cesare Castello e Giannino Galloni. Si comprende perciò il favore della Chiesa verso l'iniziativa.
Dopo la proiezione del film veniva il momento rituale del dibattito, di cui l'Arpa (come lo chiamavano molti) fungeva da moderatore. Fra i partecipanti al dibattito c'erano i collaboratori come Gianni Amico e Claudio G. Fava, ma anche ospiti come il francescano Nazareno Fabbretti.

### I rapporti con Fellini
Nella storia del cinema italiano il nome di padre Arpa compare molto spesso in riferimento a Federico Fellini del quale fu amico e consigliere spirituale. I due si conobbero alla 15ª Mostra internazionale d'arte cinematografica di Venezia del 1954, in cui Fellini presentava La strada, film apprezzato dal pubblico cattolico. A far incontrare i due fu il critico cinematorgrafico Brunello Rondi.
Ne nacque una vera amicizia che durò fino alla morte del regista. Padre Arpa divenne il confidente di Fellini e per questo viene considerato uno dei maggiori conoscitori dell'uomo Fellini. L'amicizia era così stretta che fu l'amico gesuita a ricucire il rapporto fra Fellini e Giulietta Masina a metà anni sessanta. A padre Arpa Fellini faceva leggere tutti i copioni in anteprima, ma anche i saggi critici e le tesi di laurea su di lui.
D'altro canto padre Arpa era anche un ascoltato consigliere dell'arcivescovo di Genova cardinal Giuseppe Siri, influente figura del cattolicesimo conservatore. Perciò il gesuita funse in qualche modo da mediatore fra i cineasti e gli ambienti che avrebbero potuto essere loro avversi.
In virtù del duplice rapporto con Fellini e con Siri, Arpa ebbe un ruolo attivo nel permettere l'uscita de Le notti di Cabiria nel 1957. La censura aveva negato il visto al film, ritenuto blasfemo: la scena che più scandalizzava i censori era il pellegrinaggio delle prostitute al santuario della Madonna del Divino Amore. Il diniego del visto avrebbe anche comportato la distruzione delle bobine. In questa situazione Padre Arpa organizzò la proiezione privata del film per il cardinale. Siri apprezzò il film e subito la censura statale ne autorizzò la circolazione. L'unica scena che Siri chiese (e ottenne) di tagliare fu quella che rappresentava il cosiddetto "uomo del sacco", un reale benefattore laico che aiutava i derelitti romani in quegli anni: era l'imbarazzante dimostrazione delle carenze dell'assistenza sia municipale che cattolica. 
Nel 1959 Fellini, intuendo che La dolce vita avrebbe creato nuove polemiche, andò a Genova a sottoporre il film a padre Arpa, il quale non gli chiese nessun taglio: e così il film fu autorizzato dalla censura. L'anteprima era stata organizzata per Siri, il quale non diede un giudizio negativo sul film, ma non si sentì di intercedere ufficialmente come aveva fatto con Le notti di Cabiria. Finita la proiezione, Siri disse che avrebbe fatto vedere il film ai seminaristi genovesi e scrisse una lettera di apprezzamento a Fellini. Arpa riferì il giudizio di Siri a padre Albino Galletto, direttore del Centro Cattolico Cinematografico, che aveva la responsabilità di indicare ai fedeli se il film fosse vietato a tutti o solo ai minorenni. Arpa suggerì di permetterlo agli adulti con riserva, ma venne vietato a tutti.. Lo scandalo scoppiò dopo l'uscita del film, e padre Arpa (così come Siri) difese l'amico regista con particolare impegno fino ad essere ripreso dalle gerarchie vaticane. 
Qualche anno dopo Fellini prese amabilmente in giro il gesuita nel personaggio di padre Spagna, il prete cinefilo interpretato da Salvo Randone in Toby Dammitt, episodio di Tre passi nel delirio.
Padre Arpa promosse presso il pubblico cattolico anche gli altri maestri del neorealismo, De Sica, Rossellini, Visconti. Di Pier Paolo Pasolini fu anche consulente per Il Vangelo secondo Matteo.
Arpa fu anche produttore cinematografico; fondò la casa di produzione cinematografica "Golden Star International", con la quale realizzò, fra l'altro, Era notte a Roma di Roberto Rossellini. Tuttavia, il film fu un insuccesso e la Golden Star non riuscì a rimborsare i finanziatori.

### IlColombianum
Oltre all'attività del Cineforum, padre Arpa diede vita alla Fondazione Columbianum per instaurare rapporti culturali fra l'Europa e l'America Latina. Il Colombianum venne fondato nel 1958 da padre Arpa ed aveva sede a Genova, in piazza San Matteo. La fondazione organizzò varie manifestazioni culturali con l'intento, allora innovativo, di far conoscere il mondo latino-americano in Europa. Nel 1958 organizzò il convegno "Mondo latino-americano e responsabilità della cultura europea". Fra l'ottobre 1962 ed il gennaio 1963 il Colombianum curò al Palazzo delle Esposizioni di Roma la prima grande mostra di arte messicana in Italia. Nel 1965 organizzò a Genova il convegno "Terzo mondo e comunità mondiale" sotto il patrocinio dell'UNESCO, al quale parteciparono personalità del calibro di Alioune Diop, Joseph Ki-Zerbo, Roger Bastide, Gilberto Freyre, Aimé Césaire, Cheikh Anta Diop, Germaine Dieterlen, Jean Rouch, Edgar Morin, Antonio Candido, Enrico Fulchignoni.
L'iniziativa più significativa del Colombianum rimangono tuttavia le cinque edizioni della Rassegna del Cinema Latinoamericano, sotto la direzione di Gianni Amico. Era la prima volta che in Italia si proponeva una conoscenza sistematica del cinema dell'America Meridionale.
La prima edizione si tenne nel 1960 a Santa Margherita Ligure; i film in concorso provenivano da undici nazioni; inoltre, venne proiettata una retrospettiva del cinema argentino. All'edizione del 1961, sempre a Santa Margherita, parteciparono quattro nazioni per la sezione dei lungometraggi e undici per quella dei documentari: la retrospettiva fu dedicata al cinema brasiliano.
L'edizione del 1962, che si svolse a Sestri Levante, vide una significativa partecipazione cubana; la retrospettiva fu dedicata alla cinematografia messicana. La partecipazione alla rassegna genovese segnò la fine dell'isolamento diplomatico di Cuba, in quanto vennero ospitate le autorità di quel paese e per la prima volta dopo la Rivoluzione poterono incontrare rappresentanti degli altri paesi del Sudamerica. L'edizione si caratterizzò anche per il concorso di quattro film di Luis Buñuel, praticamente sconosciuti in Italia, fra i quali L'angelo sterminatore, che vinse la manifestazione.
Contrariamente alle aspettative, l'edizione del 1963, svoltasi sempre a Sestri, venne disertata da Cuba. L'edizione del 1965, che venne ospitata a Genova dopo una pausa di due anni, si caratterizzò per la partecipazione (e rivelazione) del Cinema Novo brasiliano: in particolare di Glauber Rocha, ma anche di Carlos Diegues, Ruy Guerra e Nelson Pereira dos Santos. Accanto alla mostra cinematografica si tenne il convegno "Terzo Mondo e Comunità Mondiale".

### La caduta e gli ultimi anni
Il dissesto finanziario della Golden Star e del Columbianum, tuttavia, portarono padre Arpa ad essere incarcerato per alcuni mesi a Regina Coeli nel 1967 e ad essere espulso dalla Compagnia di Gesù: c'è chi ritiene che l'ingenuità finanziaria del gesuita sia servita da pretesto per chi voleva liberarsi di un prete scomodo.
Negli ultimi decenni della sua vita visse nella Casa Romana del Clero (Domus Romana).
Negli anni ottanta padre Arpa figurò ancora come consulente religioso del film Il nome della rosa di Jean-Jacques Annaud, tratto dal romanzo di Umberto Eco.
Il 2 novembre 1993 padre Arpa concelebrò, insieme al cardinal Achille Silvestrini, il funerale di Fellini nella basilica romana di Santa Maria degli Angeli.
Nel 2002 gli fu concesso del Governo italiano il contributo vitalizio straordinario (legge Bacchelli) per meriti culturali.
Morì il 27 marzo 2003 per un arresto cardiaco al Policlinico Portuense di Roma. Il successivo 27 marzo vennero celebrati i funerali nella
Chiesa di Sant'Ignazio di Loyola in Campo Marzio, sede della curia generalizia dei Gesuiti. Il discorso funebre fu tenuto dal confratello padre Federico Lombardi, allora direttore dei programmi della Radio Vaticana.
Per volontà testamentaria di Padre Arpa il suo corpo è stato cremato e inumato nella Cappella Generalizia della Compagnia di Gesù del Cimitero del Verano di Roma. Nella stessa Cappella riposano i Generali della Compagnia.

## Opere
- Concilio ecumenico vaticano II, Genova: Edizioni del Columbianum, 1962
- Papi e papato nel terzo millennio dell'era cristiana, Roma, OpenRoma, 1995
- Progetto Europa. Un'idea e un programma, Roma, OpenRoma, 1995; ristampa: Roma, Cimer, 1999
- Fellini: persona e personaggio, Napoli, Parresia, 1996
- "La dolce vita": cronaca di una passione, Napoli, Parresia, 1996; ristampa: Cantalupo in Sabina, Edizioni Sabinae, 2010
- L'Arpa di Fellini, Roma; Edizioni dell'Oleandro, 2001